# Piotr I (władca Konga)

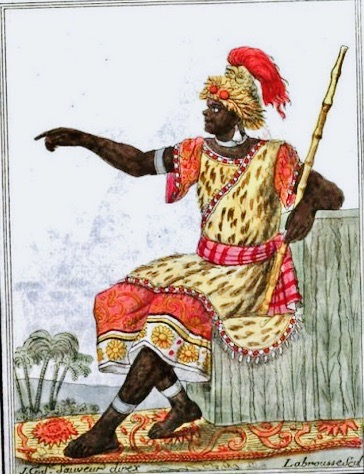
Piotr I (władca Konga)

Dom Piotr I (Nkanga Mbemba) – manikongo w latach 1543–1544.
Był synem lub krewnym Alfonsa I. Tron objął przy wsparciu Portugalczyków. Został obalony przez rywali z rodziny królewskiej, z których jeden wstąpił na tron jako Franciszek I.